# Containment
Containment es una serie de televisión creada por Julie Plec basada en la serie belga Cordon. Es protagonizada por David Gyasi, Christina Moses y Chris Wood y sigue el nacimiento de una epidemia en Atlanta, dejando a la ciudad en cuarentena y aquellos en el interior luchando por sus vidas. Fue estrenada el 19 de abril de 2016 por la cadena The CW.
El 12 de mayo de 2016 The CW anunció la cancelación de la serie.

## Argumento
Cuando una mortal y misteriosa epidemia estalla en Atlanta, una vasta cuarentena urbana es impuesta rápidamente, mientras que los funcionarios locales y federales buscan desesperadamente por encontrar una cura obligando a aquellos que se quedaron atrapados en el interior a luchar por sus vidas, revelando el estancamiento de la raza humana así como el nacimiento de héroes poco probables.

## Elenco y personajes
- David Gyasi como Álex «Lex» Carnahan.
- Christina Moses como Jana.
- Chris Wood como Jake Riley.
- Kristen Gutoskie como Katie Frank.
- Claudia Black como Sabine Lommers.
- George Young como Victor Cannerts.
- Hanna Mangan-Lawrence como Teresa.
- Trevor St. John como Leo Green.

## Episodios
| N.º | Título                             | Dirigido por     | Escrito por                   | Fecha de emisión original | Audiencia (millones) |
| --- | ---------------------------------- | ---------------- | ----------------------------- | ------------------------- | -------------------- |
| 1   | «Pilot»                            | David Nutter     | Julie Plec                    | 19 de abril de 2016       | 1,67                 |
| 2   | «I to Die, You to Live»            | Charles Beeson   | Julie Plec                    | 26 de abril de 2016       | 1,56                 |
| 3   | «Be Angry at the Sun»              | Charles Beeson   | Marguerite MacIntyre          | 3 de mayo de 2016         | 1,42                 |
| 4   | «With Silence and Tears»           | Chris Grismer    | Michael Jones-Morales         | 10 de mayo de 2016        | 1,35                 |
| 5   | «Like a Sheep Among Wolves»        | Janice Cookie    | Jeff Stetson                  | 17 de mayo de 2016        | 1,28                 |
| 6   | «He Stilled the Rising Tumult»     | Michael Allowitz | Elizabeth Peterson            | 24 de mayo de 2016        | 1,40                 |
| 7   | «Inferno»                          | David Boyd       | Matt Corman y Chris Ord       | 31 de mayo de 2016        | 1,06                 |
| 8   | «There is a Crack in Everything»   | Elliott Lester   | Ariella Blejer y Dawn Kamoche | 14 de junio de 2016       | 0,95                 |
| 9   | «A Kingdom Divided Against Itself» | Lance Anderson   | Michael Jones-Morales         | 21 de junio de 2016       | 0,87                 |
| 10  | «A Time to Be Born...»             | Carol Banker     | Elizabeth Peterson            | 28 de junio de 2016       | 0,86                 |
| 11  | «Nothing Gold Can Stay»            | Chris Grismer    | Julie Plec y Tom Farrell      | 5 de julio de 2016        | 0,82                 |
| 12  | «Yes Is the Only Living Thing»     | Charles Beeson   | Marguerite MacIntyre          | 12 de julio de 2016       | 0,78                 |
| 13  | «Path to Paradise»                 | Charles Beeson   | Matt Corman y Chris Ord       | 19 de julio de 2016       | 0,85                 |

## Desarrollo

### Producción
El 2 de febrero de 2015, The CW ordenó la realización de un episodio piloto. El 7 de mayo, la cadena escogió el piloto para desarrollar una serie.

### Casting
El 24 de febrero de 2015, David Gyasi y Christina Moses fueron anunciados para dar vida a la pareja protagónica: Álex "Lex" Carnahan, un policía quien es responsable de mantener a salvo el área acordonada; y Jana, la novia capaz de Lex, que está atrapad en el interior del cordón en un rascacielos de oficinas de Atlanta; Chris Wood fue elegido para interpretar a Jake, un chico malo que se convirtió en policía que se encuentra a sí mismo dispuesto a proteger a aquellos que más lo necesitan, incluso cuando su primer instinto es salvarse a sí mismo; mientras tanto, Kristen Gutoskie interpretaría a Katie, una profesora y madre soltera que está atrapada dentro de uno de los hospitales de la ciudad. El 3 de marzo, Claudia Black fue elegida para interpretar a Sabine Lommers, una doctora, quien además de luchar por encontrar una cura; está determinada a cambiar la perspectiva del público respecto a la enfermedad. Un día después, se dio a conocer que Hanna Mangan-Lawrence daría vida a Teresa, una adolescente embarazada que desea huir de su prejuiciosa madre. El 10 de marzo, George Young y Trevor St. John fueron contratados  para interpretar a Victor Cannerts y Leo, respectivamente.